# جيمي وايت (ممثل)
جيمي وايت (بالإنجليزية: Jimmy White)‏ هو لاعب سنوكر وممثل بريطاني، ولد في 2 مايو 1962 في المملكة المتحدة.

## أعمال

### أفلام
- (2004) راي[8]

## وصلات خارجية
- جيمي وايت على موقع AZBilliards.com (الإنجليزية)
- جيمي وايت على موقع CueTracker.net (الإنجليزية)
- جيمي وايت على موقع بطولة العالم للسنوكر (الإنجليزية)
- جيمي وايت على موقع اللجنة الأولمبية الصينية (الإنجليزية)

- جيمي وايت على موقع IMDb (الإنجليزية)
- جيمي وايت على موقع ميوزك برينز (الإنجليزية)